# Transmission florale
 (juillet 2014).
Si vous disposez d'ouvrages ou d'articles de référence ou si vous connaissez des sites web de qualité traitant du thème abordé ici, merci de compléter l'article en donnant les références utiles à sa vérifiabilité et en les liant à la section « Notes et références ».
La transmission florale est un processus transmission des commandes de fleurs d'un fleuriste vers un autre fleuriste. Elle permet de s'affranchir partiellement des contraintes liées au temps de transport.
La transmission florale et l'envoi de fleurs à domicile sont deux processus distincts. 

## Présentation
Pour réaliser la transmission florale, les fleuristes se regroupent sous forme de réseaux, notamment pour mettre en place des accords en termes de partage des marges et de paiement. Le fleuriste qui transmet la commande se nomme le transmetteur, celui qui exécute la commande l'exécutant.
Afin de faciliter la transmission entre les membres du réseau, un catalogue est proposé par l'équipe du service central. L'équipe du service central est le terme utilisé pour désigner l'équipe qui fédère et sélectionne les fleuristes du réseau.

## Entreprises du secteur
La plateforme coleebree pour la livraison de fleurs par les artisans fleuristes de France et de Belgique qui se distingue par son originalité et ses principes.[Information douteuse]
Le réseau rassemblant le plus de fleuristes en Europe est EuroFlorist (10 000 fleuristes).
En France, on peut citer le leader Interflora (C.A. de 200 millions € en 2014), et ses deux principaux concurrents Florajet (réseau qui regroupe comme Interflora plus de 5 000 fleuristes et réalise un C.A. de 30 millions €).
Certaines, comme 123fleurs sont issues du monde des pure player internet. Elles sont aussi appelées fleuristes en ligne.
Elles ont construit leur réseau de fleuristes grâce aux commandes de fleurs reçues sur leur site internet et transmises aux fleuristes.
Depuis peu de nouvelles start'up apparaissent sur le marché, c'est le cas de Coleebree qui permet de commander des bouquets tendances et de saison, directement aux artisans fleuristes.